# Щепідло
Щепідло (пол. Szczepidło) — село в Польщі, у гміні Кшимув Конінського повіту Великопольського воєводства.
Населення — 555 осіб (2011).
У 1975-1998 роках село належало до Конінського воєводства.

## Демографія
Демографічна структура станом на 31 березня 2011 року:
|          | Загалом | Допрацездатний вік | Працездатний вік | Постпрацездатний вік |
| -------- | ------- | ------------------ | ---------------- | -------------------- |
| Чоловіки | 278     | 76                 | 177              | 25                   |
| Жінки    | 277     | 59                 | 171              | 47                   |
| Разом    | 555     | 135                | 348              | 72                   |